# 穆罕默德·安瓦爾·薩達特
穆罕默德·安瓦尔·萨达特（羅馬化：Muḥammad Anwar al-Sādāt；1918年12月25日—1981年10月6日），埃及第三任總統。

## 生平
萨达特出生於埃及米努夫省迈特阿布库姆村（Mit Abu Al-Kum），在14个兄弟姐妹中排行最小。1936年進入开罗军事学院学习。1939年秘密建立“自由军官”小组，因从事反英活动，曾两次被捕入狱。1952年7月23日，参加纳赛尔领导推翻法鲁克王朝的七月革命。埃及共和国成立后，曾於1964年及1969年到1970年間，两次任職副总统。
1970年，纳赛尔逝世，萨达特继任总统。1973年10月，埃及和叙利亚一起发动了第四次中东战争（又称十月战争），摧毁了以色列的巴列夫防线，不久以色列军队反击，打败阿拉伯联军，1973年后阿拉伯军队开始节节败退，萨达特意识到阿拉伯国家不能消灭以色列，因而改为和以色列和平相处；1978年9月，在美国参与下，萨达特與以色列总理贝京在華盛頓特區签署戴维营協議，因而获得诺贝尔和平奖。但也因为埃及承认以色列的存在，导致埃及和其他阿拉伯国家关系破裂，埃及被取消阿拉伯国家联盟成员国的资格（直至1989年才被重新接纳），当时埃及在阿拉伯世界及中东几乎陷于孤立，唯一的邦交国是当时仍由巴列维王朝管治的伊朗，但在1979年巴列维王朝在伊朗伊斯兰革命中被推翻，萨达特允许巴列维流亡埃及直到他于1980年去世，而這個舉動為日後針對他的暗殺埋下伏笔。

## 遇刺身亡

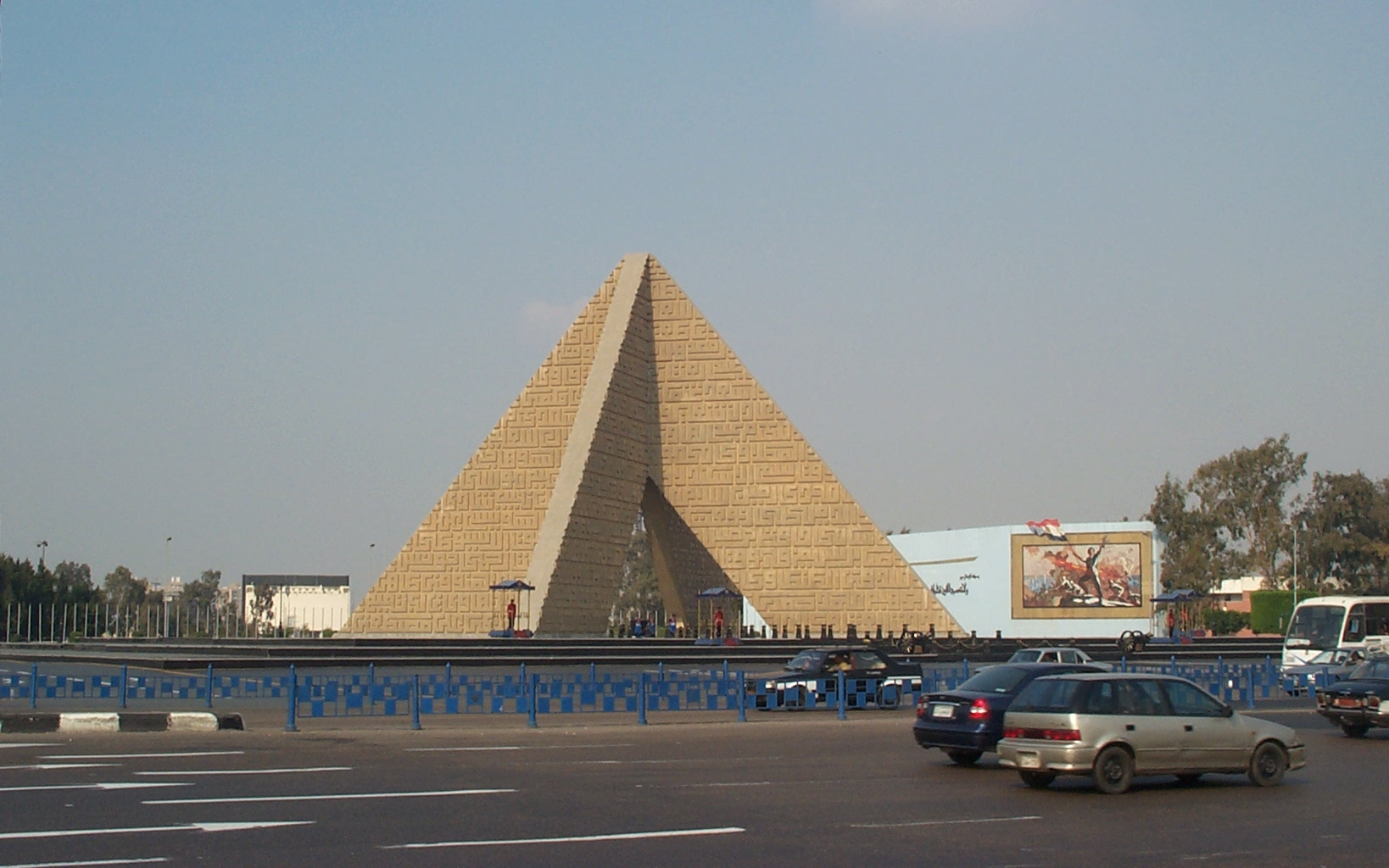
埃及無名英雄紀念碑

1981年10月6日，萨达特在开罗举行庆祝贖罪日戰爭胜利八周年的阅兵儀式上，萨达特在观赏阅兵期间，数位士兵从吉普车上跳出，一名士兵先向他投掷一枚手榴弹，然后另一人向萨达特开枪。萨达特和另外多人中枪（包括萨达特的私人秘书、基督教和伊斯兰教领袖、埃及国防部官员及外交官员、三位美国军事代表团團员、比利时驻埃及大使，以及中国航空技术专家张宝玉），保安人员包围现场，连同救护人员救出萨达特和其他伤者，萨达特送到医院时交由11位医生为他救治，最终仍不治死亡。他的國葬於10月10日舉行，遺體安葬於位於他遇刺地方對面的無名英雄紀念碑；此處及當年遇刺的檢閱台，後來成為遊客必到的埃及旅遊景點。
萨达特担任总统11年来，曾经多次成为暗杀目标，但均因得到情报而避过杀身之祸。
- 1972年10月12日，在埃及开罗住宅区一所清真寺附近发生过意图枪击萨达特的事件。
- 1980年4月，萨达特的总统座机在飞往美国的途中改变路线，没有按原定计划于葡萄牙停留，因为收到情报指利比亚突击队在该机场附近等候飞机，突击队队员打算趁飞机停留时上飞机殺死萨达特，最后飞机改为在英国停留。
- 1981年4月30日，埃及警方在开罗机场逮捕了一名攜有九公斤炸药的巴勒斯坦男子，该名男子被查出和巴勒斯坦解放组织有联系，怀疑他意图杀死萨达特。
- 1981年10月6日，萨达特出席赎罪日战争胜利八周年的阅兵仪式上被埃及中尉 Khalid al-Islambouli 帶隊刺杀，最终不治死亡。

## 其他
- 1981年8月沙達特訪問美國，邀請美國前總統尼克森赴紐約埃及駐聯合國代表與他會面。尼克森談到兩個月前以色列對伊拉克的核反應堆進行先發制人的攻擊，對此尼克森認為以色列總理比金的行動是不負責任的。對此沙達特脫口而出：「是的，他瘋了。」隨後又補充一句：「他很可能是像狐狸一樣既瘋狂又狡猾。」然而當尼克森講到如果不讓比金繼續執政，中東問題可能就已經取得更大的進展時，沙達特卻表示不同意。他說：「我寧願和他打交道。這個人很強硬，能夠使一項協議拍板定案，而別人則不能。以色列需要一項協議。我相信比金、雷根和我三個人一起，能夠取得比卡特時期更大、更持久的進展。」[2]:352
- 前台灣總統李登輝曾回憶，1990年春節前後這段時間。他因為精神壓力大，而在許多夜晚都無法安心睡不著覺。想起了埃及總統沙達特的故事——沙達特繼任總統之初經常睡不著，三更半夜仍在寢室走來走去不睡。沙達特的妻子看了就問：「你怎麼了？」沙達特回答：「我想起納瑟這二十年所發生的事，睡不著。」沙達特的妻子說：「忘掉納瑟，想想你自己的事。」李登輝以此故事，比擬當時他的心境。[3]:76-77

### 書籍
- Avner, Yehuda. . The Toby Press. 2010. ISBN 978-1-59264-278-6.
- Eidelberg, Paul. . Dollard des Ormeaux: Dawn Books. 1979. ISBN 0-9690001-0-3.
- Haykal, Muhammad Hasanayn. . Wm Collins & Sons & Co. 1982. ISBN 0-394-53136-1.
- Hurwitz, Harry; Medad, Yisrael. . Gefen Publishing House. 2010. ISBN 978-965-229-456-2.
- Meital, Yoram. . Gainesville: University Press of Florida. 1997. ISBN 0-8130-1533-2.
- Waterbury, John.  Limited. Princeton University Press. 1983. ISBN 0-691-07650-2.
- Wright, Lawrence. . New York: Knopf. 2006. ISBN 0-375-41486-X.
- 安瓦·沙達特著；邵均宜譯. . 臺北市: 金文圖書出版有限公司. 1980-01.
- 杨元恪; 陈有进; 邵滨鸿; 梁鲁生 (编). . . 人民日报出版社: 109-111. 1993-03. ISBN 7-80002-538-1.

## 外部連結
- Official website （页面存档备份，存于） （阿拉伯文） （英文）
- محمد انور السادات , الصفحه الرئيسية （页面存档备份，存于） （阿拉伯文）
- Bibliotheca Alexandrina, Front Page （页面存档备份，存于）
- El-Sadat.info
- Anwar Sadat Chair for Peace and Development （页面存档备份，存于） at the University of Maryland
- Remarks at the Presentation Ceremony for the Presidential Medal of Freedom - March 26, 1984 （页面存档备份，存于）
- 穆罕默德·安瓦爾·薩達特在互联网电影资料库（IMDb）上的資料（英文）
- 穆罕默德·安瓦爾·薩達特在《紐約時報》上的節選新聞及評論
- WorldCat 聯合目錄中穆罕默德·安瓦爾·薩達特的著作或與之相關的著作
- Notable Names Database上的穆罕默德·安瓦爾·薩達特
- Video of Sadat's assassination （页面存档备份，存于）
- Al Jazeera Video detailed coverage of the cause of Sadat's Assassination （阿拉伯文）
- Free Egyptians Point of View About Sadat's Assassination （阿拉伯文） （英文）
- 短片 Anwar Sadat (1976) 可在互联网档案馆自由下载
- 在Find a Grave上的穆罕默德·安瓦爾·薩達特